# Wiadomości Polskie (1914–1919)

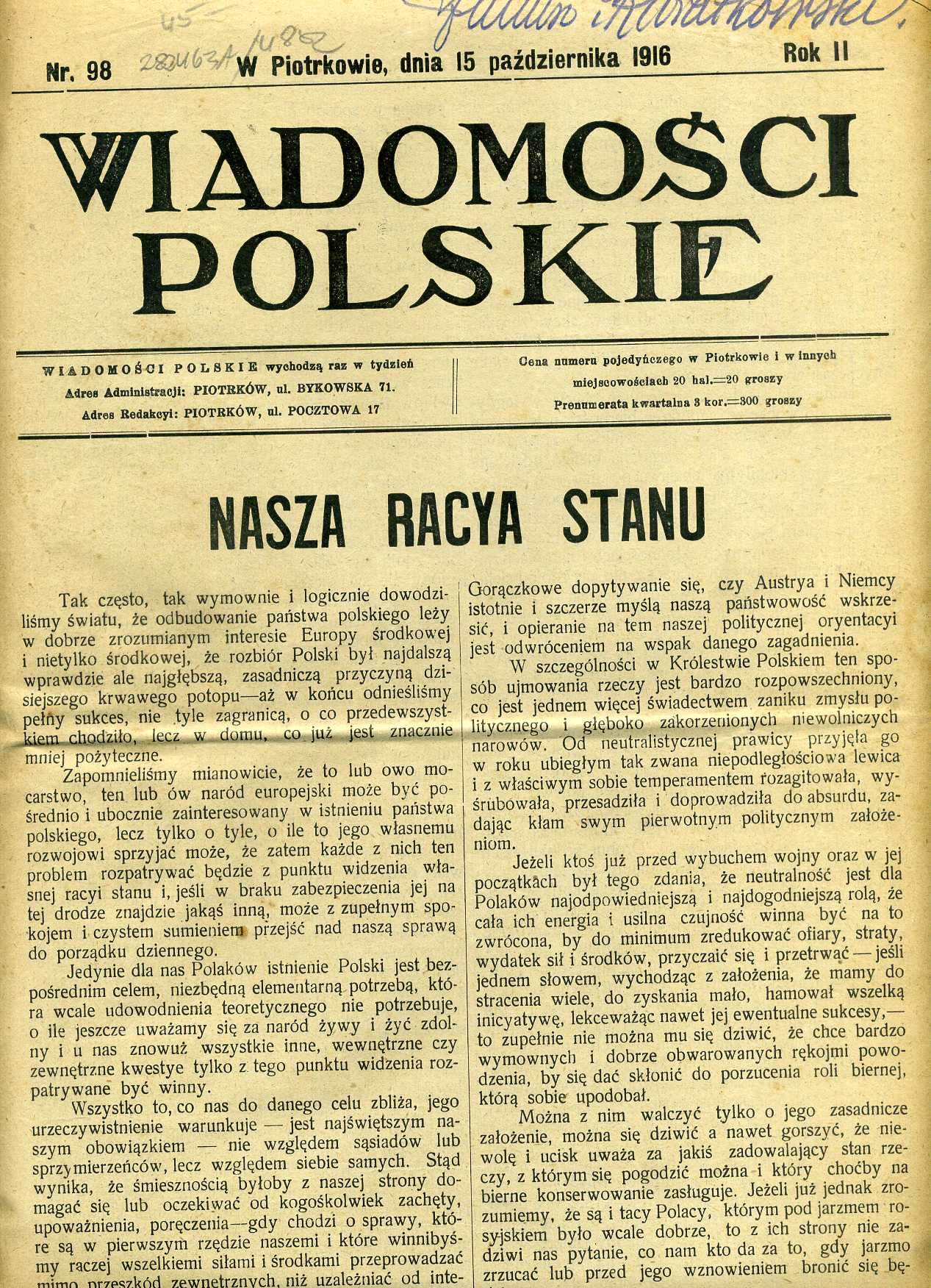
Pierwsza strona tygodnika Wiadomości Polskie z 15 października 1916 roku. Redaktor i wydawca Stanisław Kot.

Wiadomości Polskie – czasopismo polskie z lat 1914–1919 wydawane w Cieszynie i Piotrkowie. Założone i wydawane przez Stanisława Kota w ramach Biura Prasowego Departamentu Wojskowego Naczelnego Komitetu Narodowego.

## Źródła
1. ↑  Hurło, Lucyna (2015). "Kot Stanisław" (PDF). Zeszyty Pedagogiczno-Medyczne: Słownik Pedagogów Polskich i Polskiej Myśli Pedagogicznej XIX i XX wieku (in Polish). 35 (5): 93–94.
2. ↑  Redakcja, Legiony Polskie na Śląsku Cieszyńskim [online], jpilsudski.org [dostęp 2020-03-28] (pol.).
3. ↑  Joseph D. Dwyer, Russia, the Soviet Union, and Eastern Europe: A Survey of Holdings at the Hoover Institution on War, Revolution and Peace, Hoover Press, 1980, ISBN 978-0-8179-5013-2 [dostęp 2020-03-28] (ang.). Brak numerów stron w książce